# رادو دراگوشین
رادو دراگوشین (انگلیسی: Radu Drăgușin؛ زادهٔ ۳ فوریهٔ ۲۰۰۲) بازیکن فوتبال اهل رومانی است که برای باشگاه تاتنهام بازی می‌کند.
وی همچنین در تیم ملی فوتبال زیر ۲۱ سال رومانی بازی کرده‌است.